# American Traitor: The Trial of Axis Sally
Pour plus de détails, voir Fiche technique et Distribution.
American Traitor: The Trial of Axis Sally est un film de procès biographie de guerre historique américain coécrit et réalisé par Michael Polish, sorti en 2021. Il s'agit de l'adaptation du livre Axis Sally Confidential de William E. Owen et du procès de Mildred Gillars, également connue sous le nom d'Axis Sally.

## Synopsis
En 1949, l'avocat américain James Laughlin est chargé de défendre Mildred Gillars, ancienne animatrice radio américaine officiant en Allemagne et alors surnommée Axis Sally. Elle est accusée d’avoir trahi son pays pendant la Seconde Guerre mondiale en participant à la propagande nazie.

## Fiche technique
- Titre original : American Traitor: The Trial of Axis Sally
- Réalisation : Michael Polish
- Scénario : Darryl Hicks, Vance Owen et Michael Polish, d'après l'ouvrage Axis Sally Confidential de William E. Owen
- Musique : Kubilay Uner
- Directeur artistique : Fernando Carrion
- Décors : Mailara Santana
- Costumes : Julia Michelle Santiago
- Photographie : Jayson Crothers
- Montage : Raúl Marchand Sánchez
- Production : Randall Emmett, George Furla, Meadow Williams, Vance Owen, Shaun Sanghani et Luillo Ruiz
- Sociétés de production : Diamond Film Productions, EFO et The Pimienta Film Co.
- Sociétés de distribution :
  -  États-Unis : Vertical Entertainment / Redbox Entertainment
- Pays de production :  États-Unis
- Langue originale : anglais
- Format : couleur - 2.35:1
- Genre : biographie, historique, guerre
- Durée : 107 minutes
- Dates de sortie [2] :
  - États-Unis : 28 mai 2021

## Distribution
- Meadow Williams : Mildred Gillars
- Thomas Kretschmann : Joseph Goebbels, le chef de la machine de propagande nazie
- Al Pacino : James Laughlin
- Swen Temmel : Billy Owen
- Mitch Pileggi : le procureur John Kelly
- Lala Kent : Elva
- Carsten Norgaard : Max Otto Koischwitz
- Drew Taylor : Randy

## Production

### Développement
En mai 2017, il est annoncé que la société Emmett/Furla Oasis Films a acquis les droits d'un scénario écrit par Vance Owen et Darryl Hicks, d'après un livre de Willem E. Owen .

### Distribution des rôles
En novembre 2018, les acteurs Al Pacino, Meadow Williams et Swen Temmel rejoignent le film, qui sera réalisé par Michael Polish,.
En février 2019, Thomas Kretschmann, Mitch Pileggi et Lala Kent sont également confirmés. En avril, l'acteur danois Carsten Norgaard est également annoncé.

### Tournage
Le tournage a lieu en février 2019 à Porto Rico, notamment à Dorado,.

## Accueil
En avril 2021, Vertical Entertainment et Redbox Entertainment ont acquis les droits de distribution du film en Amérique du Nord, et ont fixé sa sortie au 28 mai 2021.